# Isaac del Vando Villar
Isaac del Vando Villar (Albaida del Aljarafe, 29 de noviembre de 1890-Sevilla, 4 de noviembre de 1963) fue un periodista y poeta español del movimiento ultraísta, director de la revista vanguardista Grecia, publicada en Sevilla y Madrid entre 1918 y 1920.

## Biografía
Isaac César Augusto José María del Vando Villar fue hijo del leguleyo gaditano Isaac del Vando Riera y de Rosario Villar Ibánez. Creció en casa de su abuelo, notario y fundador de la revista Ave María. Inició el bachiller en 1901, pero al morir su abuelo en 1906 fue enviado a México a casa de su tío, un indiano rico. Volvió a Sevilla solamente un año después. Alternó pequeños trabajos con la ocupación de novillero, y en 1911 figura como presidente de la Juventud Republicana de Sevilla. En esa época entra en contacto con Adriano del Valle, su iniciador literario, que le anima a viajar a Madrid en 1912. Trabaja en el Ministerio de Fomento y colabora en la revista Nuevo Mundo y frecuenta el círculo vanguardista reunido por Cansinos Assens en el café Colonial. Un viaje a París se ve frustrado por el estallido de la Primera Guerra Mundial. Isaac sufre una fuerte depresión y regresa a Sevilla, donde es internado en el manicomio de Miraflores. Con la ayuda de Del Valle, diseña el nacimiento de la revista Grecia, ocupación que le convertirá en un activo ultraísta. Además de su gestión directriz en Grecia entre octubre de 1918 y noviembre de 1920, Isaac coordinó la publicación de la también revista ultraísta Tableros, que apareció entre noviembre de 1921 y febrero de 1922. Ya trasladado a Madrid, colaboró en diarios como La Tribuna, El Parlamentario y El Porvenir de España, y presentó en el Ateneo de Madrid fragmentos de su novela Rosa Blanca, que también promocionaría en el de Sevilla antes de su publicación.
Inquieto y activo editor, en su correspondencia se encuentran poemas dedicados de Fernando Pessoa y sinceras alabanzas de Antonio Machado. Guillermo de Torre escribió de él «su tipo grave y erecto -reencarnado silenciario de Bizancio- revela en él al meridional de anverso melancólico y reverso jocundo. Atalayante, iluminado, efusivo. Así quedará grabada en nosotros su actitud entusiasta y directorial», en una mezcla de virtuosismo verbal, amistad y ultraísmo decorativo.
En 1924, cuatro meses después de dedicarle La Sombrilla Japonesa a su novia Teresa, se casó con Margarita Martínez, viuda con dos hijos y propietaria de un hostal en Madrid. Cada vez más desilusionado, todavía en 1926, estrenó en el teatro Reina Victoria de Sevilla, Rompecabezas escrita junto a Luis Mariani.
A partir de 1933, Del Vando Villar abandonó toda actividad literaria y se dedicó a gestionar una almoneda de antigüedades en el sevillano “Corral de los Artistas”. Afectado por la muerte de su esposa en 1951 y la de su amigo Adriano del Valle en 1957, y aquejado de ocasionales trastornos mentales, Isaac falleció a los setenta y dos años de edad, y fue enterrado en el cementerio de San Fernando de la capital sevillana.

## Obra
"¿Los pelirrojos nacen en períodos revolucionarios?"

Del Vando Villar publicó dos libros de poesía, Rompecabezas con Luis Mosquera, publicado en Madrid (1921), y La sombrilla japonesa, que editó en Sevilla con la Imprenta La Exposición (1924), con prólogo de Adriano del Valle y un retrato por Rafael Barradas. En 2003, la Real Academia Sevillana de Buenas Letras (a través de la Fundación El Monte) editó Los papeles perdidos de Isaac del Vando Villar (1890-1963). Documentos inéditos de un apóstol del ultraísmo, en edición de Pedro Bazán y estudio de Paulino González y Rogelio Reyes.
De sus piezas para Grecia, pueden citarse poemas, artículos y ocurrencias como "Buda", "Alfredo Álvarez Daguerre", "La hermosa Raquel", "Salmos del Ultra", "El divino fracaso", "El poema de las calles triunfales", "Rosa blanca", "Los fumadores de opio", "El Apóstol no viene", "En el corazón de la epopeya. Visitando La Rábida", "El diván del ensueño", "Manos blancas", "La evocación del desterrado", "Manifiesto ultraísta", "Epistolario Bético", "Ambrosio de Albaida", "Motivos simbólicos", "El eterno milagro", "Pax", "El centenario de Leonardo da Vinci", "El suplicio de Tántalo", "Los amorcillos de las Delicias viejas", "El triunfo del Ultraísmo", "En el infierno de la noche" o "El escarabajo de oro".